# Kim Jae-won
Kim Jaewon (Hangul: 김재원; sinh ngày 18 tháng 2 năm 1981) là nam người mẫu và diễn viên nổi tiếng của Hàn Quốc. Anh xuất hiện lần đầu tiên trong bộ phim của MBC năm 2001.

## Danh sách phim

### Phim truyền hình
| Năm  | Tiêu đề                                    | Vai trò                 | Kênh |
| ---- | ------------------------------------------ | ----------------------- | ---- |
| 2001 | Honey Honey                                | Kim Jae-won             | SBS  |
| 2001 | You say it’s Love, but I think it’s Desire | Han Seung-jae           | SBS  |
| 2001 | Wuri's Family                              | Han Wu-ri               | MBC  |
| 2002 | Romance                                    | Choi Kwan-woo           | MBC  |
| 2002 | Rival                                      | Kang Woo-hyuk           | SBS  |
| 2002 | My Love Patzzi                             | Kang Seung-joon         | MBC  |
| 2003 | Land of Wine                               | Seo Jun                 | SBS  |
| 2004 | Beijing My Love                            | Na Min Kook             | KBS  |
| 2004 | Chị dâu 19 tuổi                            | Kang Min-jae            | SBS  |
| 2005 | Wonderful Life                             | Han Seung-wan           | MBC  |
| 2006 | Great Inheritance                          | Kang Hyun-se            | KBS  |
| 2006 | Hwang Jini                                 | Kim Jung-han            | KBS  |
| 2008 | First Love                                 | Zhang Sheng/Jean Wu     | CCTV |
| 2011 | Listen to My Heart                         | Cha Dong-joo            | MBC  |
| 2012 | May Queen                                  | Kang San/Ryan Gass Kang | MBC  |
| 2013 | The Scandal                                | Ha Eun-joong            | MBC  |
| 2015 | Splendid Politics                          | Prince Neungyang        | MBC  |
| 2016 | Father, I'll Take Care of You              | Lee Hyun-woo            | MBC  |
| 2018 | Let Me Introduce Her                       | Han Kang-woo            | SBS  |
| 2018 | Quiz of God - Season 5: Reboot             | Hyeon Sang-pil          | OCN  |

### Phim điện ảnh
| Năm  | Tiêu đề                    | Vai trò       |
| ---- | -------------------------- | ------------- |
| 2004 | 100 Days with Mr. Arrogant | Ahn Hyung-jun |
| 2007 | Agent J                    | Bodyguard S   |

### Chương trình thực tế
| Năm       | Chương trình                              | Kênh      |
| --------- | ----------------------------------------- | --------- |
| 2002      | Inkigayo                                  | SBS       |
| 2012      | Get It Beauty HOMME                       | OnStyle   |
| 2012      | Survival (Special Documentary's Narrator) | MBC       |
| 2014      | Four Sons and One Daughter                | MBC       |
| 2014–2017 | The Real Story Eye                        | MBC       |
| 2017–2018 | Magic Control                             | TV Chosun |
| 2020–nay  | Stars' Top Recipe at Fun-Staurant         | KBS2      |

## Danh sách đĩa nhạc

### Album đĩa đơn
| Bài hát                          | Chi tiết album                                                                           | Danh sách bài hát |            |            |
| Tiếng Nhật                       | Tiếng Nhật                                                                               | Tiếng Nhật | Tiếng Nhật | Tiếng Nhật |
| -------------------------------- | ---------------------------------------------------------------------------------------- | --- | ---------- | ---------- |
| Onaji Sora no Shita (同じ空に下) | - Ngày phát hành: 23 tháng 7 năm 2008 - Hãng đĩa: 中之島レーベル - Định dạng: CD         | Danh sách bài hát 1. Promise~同じ空に下~ 2. I Miss You 3. Promise~同じ空の下~ (Tiếng Hàn) 4. I Miss You (Tiếng Hàn) 5. Promise~同じ空の下~ (Không lời) 6. I Miss You (Không lời) |            |            |
| Tiếng Hàn                        |                                                                                          | |            |            |
| Stay in the Moment               | - Ngày phát hành: 28 tháng 10 năm 2013 - Hãng đĩa: Uncle Pop - Định dạng: Tải nhạc xuống | Danh sách bài hát 1. My Woman 2. My Woman (Không lời) |            |            |

## Giải thưởng
| Năm  | Giải thưởng                              | Thể loại                                             | Đề cử                             | Kết quả   |
| ---- | ---------------------------------------- | ---------------------------------------------------- | --------------------------------- | --------- |
| 2002 | 18th Korea Best Dresser Awards           | Hạng mục Nam diễn viên truyền hình, mặc đẹp nhất     | —                                 | Đoạt giải |
| 2002 | MBC Drama Awards                         | Diễn viên mới xuất sắc                               | Romance                           | Đoạt giải |
| 2002 | MBC Drama Awards                         | Giải phổ biến                                        | Romance                           | Đoạt giải |
| 2002 | SBS Drama Awards                         | Giải ngôi sao mới                                    | Rival                             | Đoạt giải |
| 2002 | SBS Drama Awards                         | Giải phổ biến                                        | Rival                             | Đoạt giải |
| 2002 | SBS Drama Awards                         | SBSi Award                                           | Rival                             | Đoạt giải |
| 2002 | SBS Drama Awards                         | Top 10 Stars                                         | Rival                             | Đoạt giải |
| 2005 | 1st China Drama Billboard Awards         | Diễn viên nước ngoài được yêu thích nhất             | Beijing My Love                   | Đoạt giải |
| 2010 | 4th Korea Cable TV Broadcasting Awards   | Ngôi sao của năm                                     |                                   | Đoạt giải |
| 2011 | Jaekyung Ilbo's 2011 Star of the Year    | Diễn viên xuất sắc                                   | Listen to My Heart                | Đoạt giải |
| 2011 | 4th Korea Drama Awards                   | Diễn viên xuất sắc                                   | Listen to My Heart                | Đề cử     |
| 2011 | MBC Drama Awards năm 2011                | Giải diễn viên xuất sắc trong Mini sê ri             | Listen to My Heart                | Đoạt giải |
| 2011 | MBC Drama Awards năm 2011                | Diễn viên được yêu thích                             | Listen to My Heart                | Đoạt giải |
| 2011 | MBC Drama Awards năm 2011                | Cặp đôi xuất sắc                                     | Listen to My Heart                | Đề cử     |
| 2012 | 20th Korea Cultural Entertainment Awards | Giải ngôi sao Hallyu                                 | May Queen                         | Đoạt giải |
| 2012 | 20th Korea Cultural Entertainment Awards | Giải diễn viên xuất sắc theo Drama                   | May Queen                         | Đề cử     |
| 2012 | MBC Drama Awards năm 2012                | Giải Daesang                                         | May Queen                         | Đề cử     |
| 2012 | MBC Drama Awards năm 2012                | Diễn viên xuất sắc trong sê ri Drama                 | May Queen                         | Đoạt giải |
| 2012 | MBC Drama Awards năm 2012                | Diễn viên được yêu thích                             | May Queen                         | Đề cử     |
| 2013 | MBC Drama Awards năm 2013                | Giải Daesang                                         | The Scandal                       | Đề cử     |
| 2013 | MBC Drama Awards năm 2013                | Diễn viên xuất sắc trong dự án drama đặc biệt        | The Scandal                       | Đoạt giải |
| 2013 | MBC Drama Awards năm 2013                | Diễn viên được yêu thích                             | The Scandal                       | Đề cử     |
| 2013 | MBC Drama Awards năm 2013                | Cặp đôi xuất sắc                                     | The Scandal                       | Đề cử     |
| 2014 | 9th Seoul International Drama Awards     | Diễn viên Hàn Quốc xuất sắc                          | The Scandal                       | Đề cử     |
| 2014 | 50th Baeksang Arts Awards                | Diễn viên nổi tiếng (TV Drama)                       | The Scandal                       | Đề cử     |
| 2015 | MBC Drama Awards năm 2015                | Diễn viên xuất sắc trong dự án drama đặc biệt        | Splendid Politics                 | Đề cử     |
| 2015 | 23rd Korea Cultural Entertainment Awards | Diễn viên sắc xuất theo Drama                        | Splendid Politics                 | Đoạt giải |
| 2018 | SBS Drama Awards                         | Diễn viên xuất sắc trong drama mỗi ngày và cuối tuần | Let Me Introduce Her              | Đoạt giải |
| 2020 | KBS Entertainment Awards lần thứ 18      | Tân binh chương trình thực tế                        | Stars' Top Recipe at Fun-Staurant | Đoạt giải |